# Medida de la biodiversidad

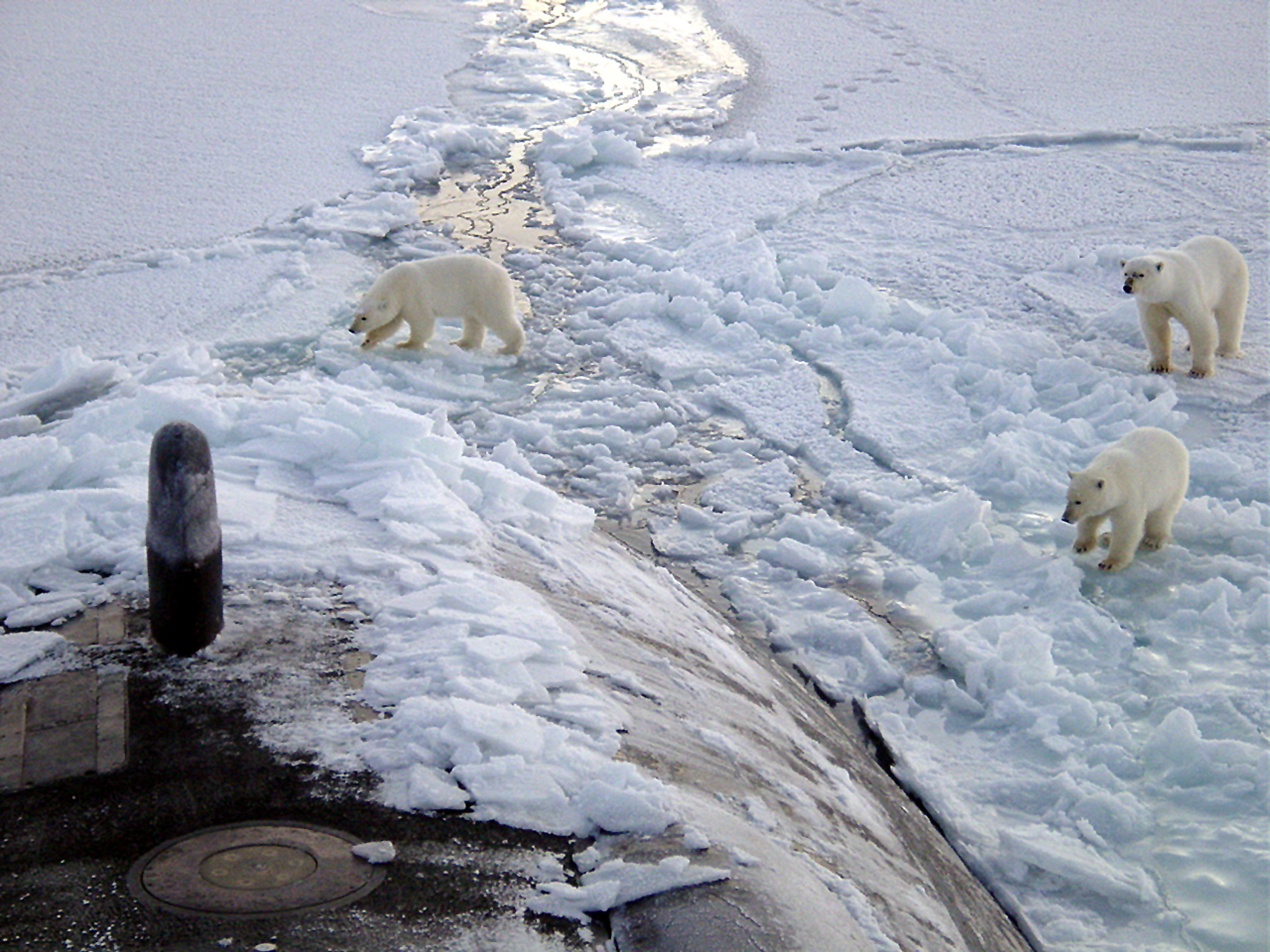
Océano Ártico, cerca del Polo Norte

Los biólogos de la conservación han diseñado diversos medios objetivos para medir empíricamente la biodiversidad. Cada medida de la biodiversidad está relacionada con un uso concreto de los datos. Para los conservacionistas prácticos, las mediciones deben incluir la cuantificación de valores comúnmente compartidos entre los organismos localmente afectados, incluidos los seres humanos. Para otros, una definición más defendible desde el punto de vista económico debería permitir garantizar la continuidad de las posibilidades tanto de adaptación como de uso futuro por parte de los seres humanos, asegurando la sostenibilidad medioambiental.
En consecuencia, los biólogos sostienen que es probable que esta medida esté asociada a la variedad de genes. Como no siempre se puede decir qué genes tienen más probabilidades de resultar beneficiosos, la mejor opción para la conservación es asegurar la persistencia del mayor número posible de genes. Para los ecologistas, este último enfoque se considera a veces demasiado restrictivo, ya que prohíbe la sucesión ecológica.

## Diversidad taxonómica
La biodiversidad suele representarse como riqueza taxonómica de un área geográfica, con alguna referencia a una escala temporal. Whittaker describió tres métricas comunes utilizadas para medir la biodiversidad a nivel de especie, que abarcan la atención a la riqueza de especies o la homogeneidad de las especies:
- Riqueza de especies: el más sencillo de los índices disponibles.
- Índice de Simpson
- Índice de Shannon-Wiener

Más recientemente, se han inventado dos nuevos índices. El Índice de Abundancia Media de Especies (MSA) calcula la tendencia en el tamaño de la población de una sección transversal de las especies. Lo hace en consonancia con el indicador de abundancia de especies del CDB 2010. El Índice de Intactidad de la Biodiversidad (IIB) mide el cambio en la biodiversidad utilizando datos de abundancia de plantas, hongos y animales en todo el mundo. El IIB muestra cómo responde la biodiversidad terrestre local a presiones humanas como el cambio de uso del suelo y la intensificación.

## Otras mediciones de la diversidad
Alternativamente, se pueden representar otros tipos de diversidad en una escala temporal:
- diversidad de especies
- diversidad ecológica
- diversidad morfológica
- diversidad genética

Estos distintos tipos de diversidad pueden no ser independientes. Existe, por ejemplo, una estrecha relación entre la diversidad taxonómica y ecológica de los vertebrados.
Otros autores intentaron organizar las mediciones de la biodiversidad de la siguiente manera:
- medidas tradicionales de diversidad
  - densidad de especies, tener en cuenta el número de especies en una zona
  - riqueza de especies, tener en cuenta el número de especies por individuos (normalmente [especies]/[individuos x superficie])
  - los índices de diversidad, tienen en cuenta el número de especies (la riqueza) y su contribución relativa (la uniformidad); p. ej:
    - Índice de Simpson
    - Índice de Shannon-Wiener
- medidas de diversidad filogenética, incluyen información sobre las relaciones filogenéticas entre especies
  - índice de diversidad filogenética (PD); Faith (1992)
  - medidas basadas en la topología
    - distinción taxonómica; Vane-Wright et al. (1991)
    - diversidad taxonómica; Warwick & Clarke (1995)
    - distinción taxonómica; Clarke & Warwick (1998)
- medidas de diversidad funcional, incluyen información sobre rasgos funcionales entre especies
  - medidas categóricas
    - riqueza de grupos funcionales (RGF); por ejemplo, Tilman et al. (1997)

  - medidas continuas
    - con un solo rasgo funcional; por ejemplo, Mason et al. (2003)
    - medidas multivariantes, con muchos rasgos funcionales
      - diversidad de atributos funcionales (DFA); Walker et al. (1999)
      - volumen del casco convexo; Cornwell et al. (2006)
      - diversidad funcional (DF); Petchey & Gaston (2002)

## Escala
La diversidad puede medirse a diferentes escalas. Estos son tres índices utilizados por los ecologistas:
- La diversidad alfa se refiere a la diversidad dentro de un área, comunidad o ecosistema concreto, y se mide contando el número de taxones dentro del ecosistema (normalmente especies)[5].
- La diversidad beta es la diversidad de especies entre ecosistemas; se trata de comparar el número de taxones que son exclusivos de cada uno de los ecosistemas.
- La diversidad gamma es una medida de la diversidad global de los distintos ecosistemas de una región.